# 서울 도봉구의 국회의원

## 행정구역 변천
- 1973년 7월 1일 성북구 미아동·번동·수유동·우이동·창동·월계동·쌍문동·상계동·중계동·도봉동·방학동·공릉동·하계동에 서울특별시 도봉구 설치
- 1988년 1월 1일 도봉구 도봉동·상계동·하계동·중계동·월계동·공릉동·창동이 노원구로 분구
- 1989년 1월 1일 노원구 도봉동·창동이 도봉구에 환원
- 1995년 3월 1일 도봉구 미아동·번동·수유동·우이동이 강북구로 분구

## 서울 도봉구의 역대 국회의원
| 대수   | 이름           | 소속정당       | 임기                               | 선거구역                                                                                            |
| ------ | -------------- | -------------- | ---------------------------------- | --------------------------------------------------------------------------------------------------- |
| 제10대 | 고흥문(高興門) | 신민당         | 1979년 3월 12일 ~ 1980년 8월 27일  | 도봉구 일원(제5선거구)                                                                              |
| 제10대 | 홍성우(洪性宇) | 무소속         | 1979년 3월 12일 ~ 1980년 10월 27일 | 도봉구 일원(제5선거구)                                                                              |
| 제11대 | 홍성우(洪性宇) | 민주정의당     | 1981년 4월 11일 ~ 1985년 4월 10일  | 도봉구 일원(제6선거구)                                                                              |
| 제11대 | 김태수(金泰洙) | 민주한국당     | 1981년 4월 11일 ~ 1985년 4월 10일  | 도봉구 일원(제6선거구)                                                                              |
| 제12대 | 조순형(趙舜衡) | 신한민주당     | 1985년 4월 11일 ~ 1988년 5월 29일  | 도봉구 일원(제6선거구)                                                                              |
| 제12대 | 홍성우(洪性宇) | 민주정의당     | 1985년 4월 11일 ~ 1988년 5월 29일  | 도봉구 일원(제6선거구)                                                                              |
| 제13대 | 신오철(申五澈) | 신민주공화당   | 1988년 5월 30일 ~ 1992년 5월 29일  | 도봉구 갑: 미아3동, 미아4동, 번1동, 번2동, 수유3동, 쌍문1동, 쌍문2동, 쌍문3동, 방학1동, 방학2동     |
| 제13대 | 이철용(李喆鎔) | 평화민주당     | 1988년 5월 30일 ~ 1992년 5월 29일  | 도봉구 을: 미아1동, 미아2동, 미아5동, 미아6동, 미아7동, 미아8동, 수유1동, 수유2동, 수유4동, 수유5동 |
| 제14대 | 유인태(柳寅泰) | 민주당         | 1992년 5월 30일 ~ 1996년 5월 29일  | 도봉구 갑: 수유3동, 쌍문1동, 쌍문2동, 쌍문3동, 쌍문4동, 방학1동, 방학2동, 방학3동, 도봉1동, 도봉2동 |
| 제14대 | 김원길(金元吉) | 민주당         | 1992년 5월 30일 ~ 1996년 5월 29일  | 도봉구 을: 미아1동, 미아2동, 미아5동, 미아6동, 미아7동, 미아8동, 수유1동, 수유2동, 수유4동, 수유5동 |
| 제14대 | 조순형(趙舜衡) | 민주당         | 1992년 5월 30일 ~ 1996년 5월 29일  | 도봉구 병: 미아3동, 미아4동, 미아9동, 번1동, 번2동, 번3동, 창1동, 창2동, 창3동, 창4동, 창5동        |
| 제15대 | 김근태(金槿泰) | 새정치국민회의 | 1996년 5월 30일 ~ 2000년 5월 29일  | 도봉구 갑: 쌍문1동, 쌍문3동, 창1동, 창2동, 창3동, 창4동, 창5동                                      |
| 제15대 | 설훈(薛勳)     | 새정치국민회의 | 1996년 5월 30일 ~ 2000년 5월 29일  | 도봉구 을: 쌍문2동, 쌍문4동, 방학1동, 방학2동, 방학3동, 방학4동, 도봉1동, 도봉2동                   |
| 제16대 | 김근태(金槿泰) | 새천년민주당   | 2000년 5월 30일 ~ 2004년 5월 29일  | 도봉구 갑: 쌍문1동, 쌍문3동, 창1동, 창2동, 창3동, 창4동, 창5동                                      |
| 제16대 | 설훈(薛勳)     | 새천년민주당   | 2000년 5월 30일 ~ 2004년 5월 29일  | 도봉구 을: 쌍문2동, 쌍문4동, 방학1동, 방학2동, 방학3동, 방학4동, 도봉1동, 도봉2동                   |
| 제17대 | 김근태(金槿泰) | 열린우리당     | 2004년 5월 30일 ~ 2008년 5월 29일  | 도봉구 갑: 쌍문1동, 쌍문3동, 창1동, 창2동, 창3동, 창4동, 창5동                                      |
| 제17대 | 유인태(柳寅泰) | 열린우리당     | 2004년 5월 30일 ~ 2008년 5월 29일  | 도봉구 을: 쌍문2동, 쌍문4동, 방학1동, 방학2동, 방학3동, 방학4동, 도봉1동, 도봉2동                   |
| 제18대 | 신지호(申志鎬) | 한나라당       | 2008년 5월 30일 ~ 2012년 5월 29일  | 도봉구 갑: 쌍문1동, 쌍문3동, 창1동, 창2동, 창3동, 창4동, 창5동                                      |
| 제18대 | 김선동(金善東) | 한나라당       | 2008년 5월 30일 ~ 2012년 5월 29일  | 도봉구 을: 쌍문2동, 쌍문4동, 방학1동, 방학2동, 방학3동, 방학4동, 도봉1동, 도봉2동                   |
| 제19대 | 인재근(印在謹) | 민주통합당     | 2012년 5월 30일 ~ 2016년 5월 29일  | 도봉구 갑: 쌍문1동, 쌍문3동, 창1동, 창2동, 창3동, 창4동, 창5동                                      |
| 제19대 | 유인태(柳寅泰) | 민주통합당     | 2012년 5월 30일 ~ 2016년 5월 29일  | 도봉구 을: 쌍문2동, 쌍문4동, 방학1동, 방학2동, 방학3동, 도봉1동, 도봉2동                            |
| 제20대 | 인재근(印在謹) | 더불어민주당   | 2016년 5월 30일 ~ 2020년 5월 29일  | 도봉구 갑: 쌍문1동, 쌍문3동, 창1동, 창2동, 창3동, 창4동, 창5동                                      |
| 제20대 | 김선동(金善東) | 새누리당       | 2016년 5월 30일 ~ 2020년 5월 29일  | 도봉구 을: 쌍문2동, 쌍문4동, 방학1동, 방학2동, 방학3동, 도봉1동, 도봉2동                            |
| 제21대 | 인재근(印在謹) | 더불어민주당   | 2020년 5월 30일 ~ 2024년 5월 29일  | 도봉구 갑: 쌍문1동, 쌍문3동, 창1동, 창2동, 창3동, 창4동, 창5동                                      |
| 제21대 | 오기형(吳奇炯) | 더불어민주당   | 2020년 5월 30일 ~ 2024년 5월 29일  | 도봉구 을: 쌍문2동, 쌍문4동, 방학1동, 방학2동, 방학3동, 도봉1동, 도봉2동                            |
| 제22대 | 김재섭(金宰燮) | 국민의힘       | 2024년 5월 30일 ~                  | 도봉구 갑: 쌍문1동, 쌍문3동, 창1동, 창2동, 창3동, 창4동, 창5동                                      |
| 제22대 | 오기형(吳奇炯) | 더불어민주당   | 2024년 5월 30일 ~                  | 도봉구 을: 쌍문2동, 쌍문4동, 방학1동, 방학2동, 방학3동, 도봉1동, 도봉2동                            |

## 같이 보기
- 서울 성북구의 국회의원
- 서울 노원구의 국회의원
- 서울 강북구의 국회의원
- 의정부시의 국회의원
- 남양주시의 국회의원
- 도봉구 갑
- 도봉구 을 (1988년 선거구)
- 도봉구 을
- 도봉구 병